# Sawayama
Sawayama (gestileerd in hoofdletters) is het debuutalbum van Japans-Britse singer-songwriter Rina Sawayama. Het werd uitgebracht op 17 april 2020 door platenmaatschappij Dirty Hit en is de opvolger van haar zelfstandig uitgebrachte debuut-ep Rina (2017). Het album ontving lovende kritieken van critici vooral door de uiteenlopende muziekgenres op het album, door het nostalgische gevoel voor de jaren nul en door de 'intelligente' aard ervan. Sawayama zelf beschrijft het album als een blik op familie en identiteit en verkent in haar songteksten persoonlijke ervaringen uit zowel haar kindertijd als uit haar volwassen jaren.

## Tracklist
Credits zijn afkomstig van Spotify.

### Standaard editie
| Nr.                  | Titel                             | Schrijver(s)                                         | Producent(en)                                   | Duur |
| -------------------- | --------------------------------- | ---------------------------------------------------- | ----------------------------------------------- | ---- |
| 1.                   | Dynasty                           | Rina Sawayama • Clarence Clarity                     | Sawayama • Clarity                              | 3:08 |
| 2.                   | XS                                | Sawayama • Chris Lyon • Kyle Shearer • Nate Campany  | Shearer • Clarity                               | 3:21 |
| 3.                   | STFU!                             | Sawayama • Clarity                                   | Clarity                                         | 3:24 |
| 4.                   | Comme des Garçons (Like the Boys) | Sawayama • Bram Inscore • Nicole Morier              | Inscore                                         | 3:02 |
| 5.                   | Akasaka Sad                       | Sawayama • Clarity                                   | Clarity                                         | 3:02 |
| 6.                   | Paradisin'                        | Sawayama • Adam Crisp • Jonny Lattimer • Rich Cooper | Clarity                                         | 3:06 |
| 7.                   | Love Me 4 Me                      | Sawayama • Inscore • Morier                          | Clarity                                         | 3:12 |
| 8.                   | Bad Friend                        | Sawayama • Lattimer                                  | Sawayama • Shearer • Jonathan Gilmore • Clarity | 3:28 |
| 9.                   | Fuck This World (Interlude)       | Sawayama • Clarity                                   | Clarity                                         | 2:46 |
| 10.                  | Who's Gonna Save U Now?           | Sawayama • Lattimer • Cooper                         | Clarity                                         | 3:22 |
| 11.                  | Tokyo Love Hotel                  | Sawayama • Lauren Aquilina • Oscar Scheller          | Clarity                                         | 4:27 |
| 12.                  | Chosen Family                     | Sawayama • Danny L Harle • Lattimer                  | Harle                                           | 4:09 |
| 13.                  | Snakeskin                         | Sawayama • Clarity • Lattimer                        | Clarity • Salute                                | 3:13 |
| Totale lengte: 43:34 |                                   |                                                      |                                                 |      |

### Deluxe-editie– Disk 2
| Nr.                    | Titel                                                                        | Schrijver(s)                                               | Producent(en)                                        | Duur |
| ---------------------- | ---------------------------------------------------------------------------- | ---------------------------------------------------------- | ---------------------------------------------------- | ---- |
| 1.                     | LUCID                                                                        | Sawayama • Bloodpop • Aquilina                             | Bloodpop                                             | 3:39 |
| 2.                     | We Out Here - Bonus Track                                                    | Sawayama • Crisp                                           | Clarity                                              | 2:57 |
| 3.                     | Bees & Honey - Bonus Track (met Coco Morier)                                 | Sawayama • Inscore • Morier                                | Inscore                                              | 1:47 |
| 4.                     | Love It If We Made It                                                        | Adam Hann • George Daniel • Matthew Healy • Ross MacDonald | Clarity                                              | 4:04 |
| 5.                     | XS - Live                                                                    | Sawayama • Lyon • Shearer • Campany                        | Sawayama • Gilmore                                   | 3:43 |
| 6.                     | STFU! - Acoustic                                                             | Sawayama • Clarity                                         | Joseph Rodgers                                       | 3:33 |
| 7.                     | Bad Friend - Acoustic                                                        | Sawayama • Lattimer                                        | Rodgers                                              | 3:29 |
| 8.                     | Chosen Family - Acoustic                                                     | Sawayama • Harle • Lattimer                                | Rodgers                                              | 4:06 |
| 9.                     | Comme des Garçons (Like The Boys) - Brabo Remix (met Brabo en Pabllo Vittar) | Sawayama • Inscore • Morier                                | Inscore                                              | 3:42 |
| 10.                    | XS - Bree Runway Remix (met Bree Runway)                                     | Sawayama • Bree Runway • Lyon • Shearer • Campany          | Shearer • Lyon • Clarity • Valley Girl               | 3:23 |
| 11.                    | Bad Friend - Dream Wife Remix (met Dream Wife)                               | Sawayama • Lattimer                                        | Sawayama • Shearer • Gilmore • Ryan Harvey • Clarity | 4:14 |
| Totale lengte: 1:22:17 |                                                                              |                                                            |                                                      |      |